# ماري سيسيليا ماهر
ماري سيسيليا ماهر (بالإنجليزية: Mary Cecilia Maher)‏ هي مُدرسة وراهبة نيوزيلندية، ولدت في 13 سبتمبر 1799، وتوفيت في 10 أكتوبر 1878.